# Жатка

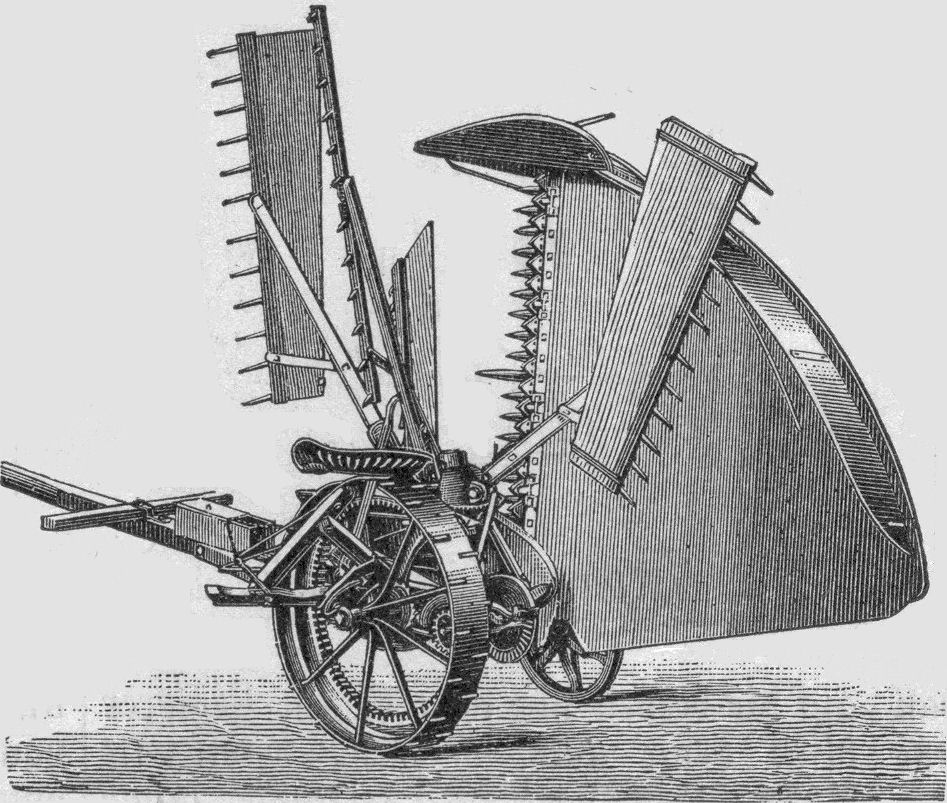
Жатка XIX века на конной тяге

Жатка — навесная машина для скашивания сельскохозяйственных культур и транспортирования скошенной массы к молотилке комбайна (при прямом комбайнировании) или для укладки скошенной массы в валок (для раздельной уборки)

## История

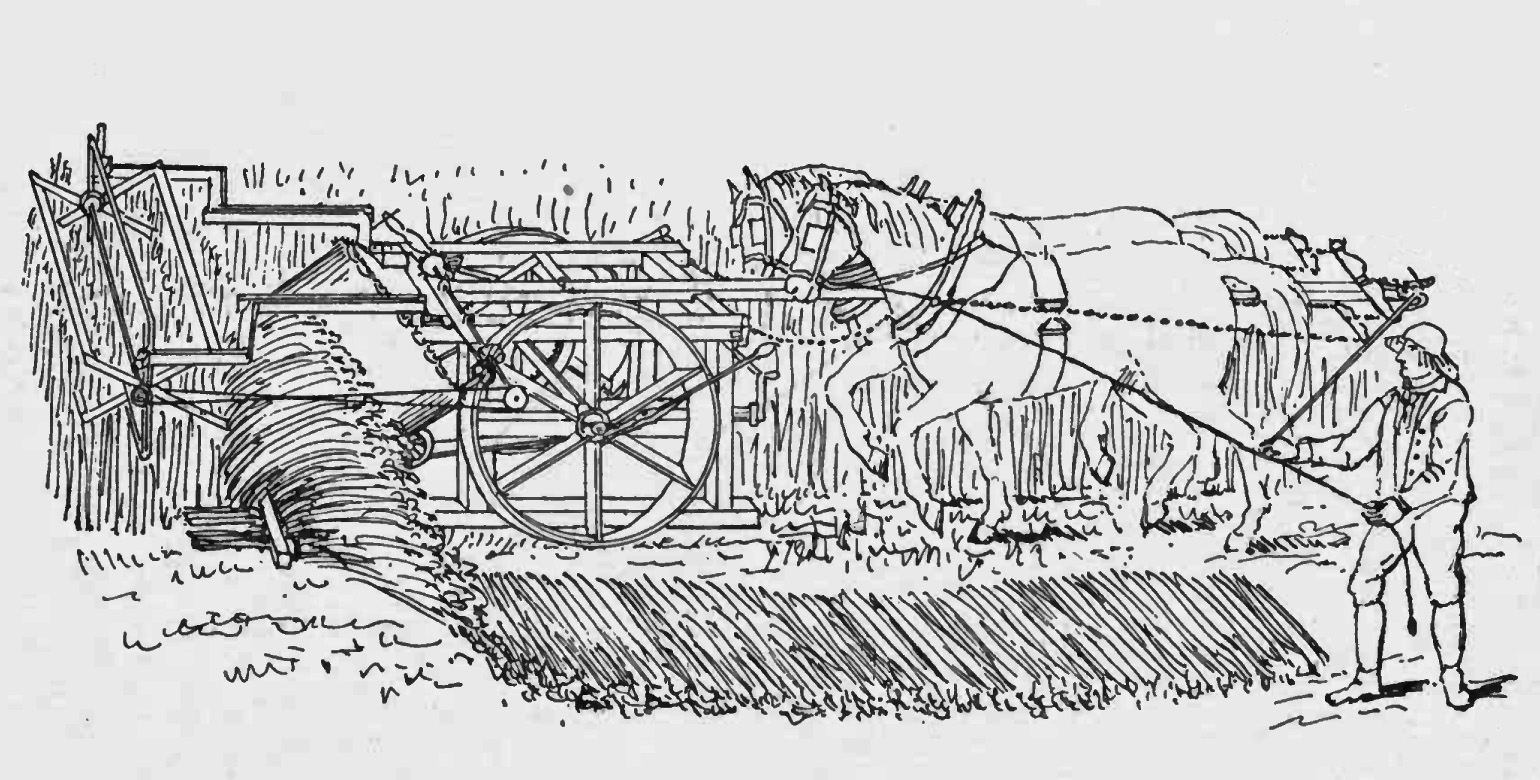
Жатка начала XIX века
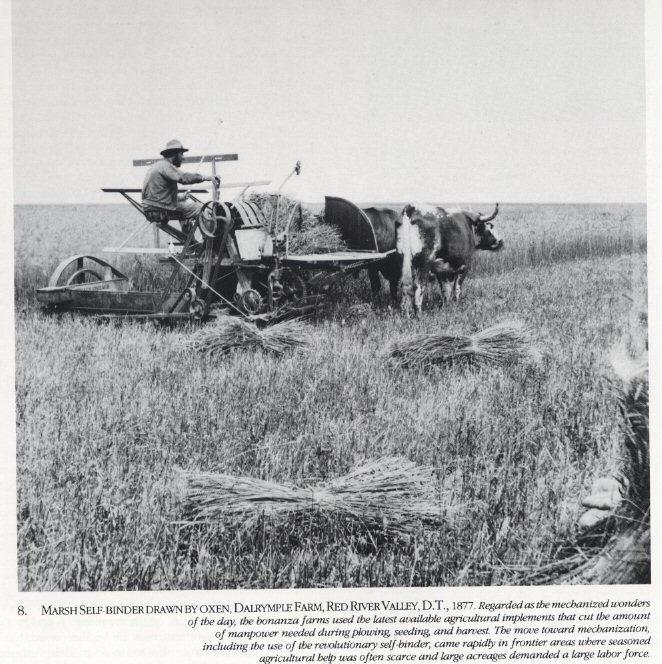
Гужевая жатка с функцией завязки снопов, XIX век
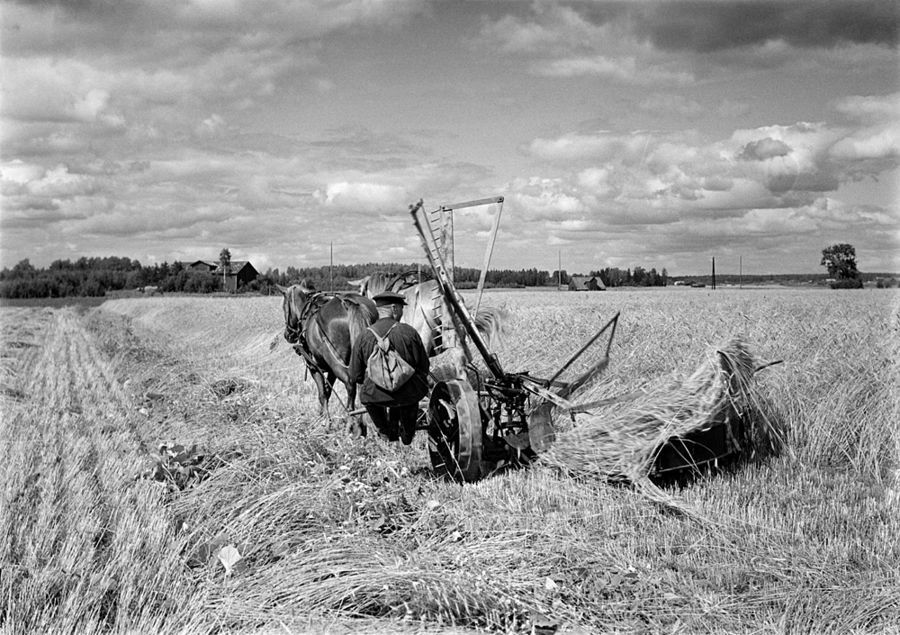
Жатва пшеницы в валки конной жаткой, 1942 год
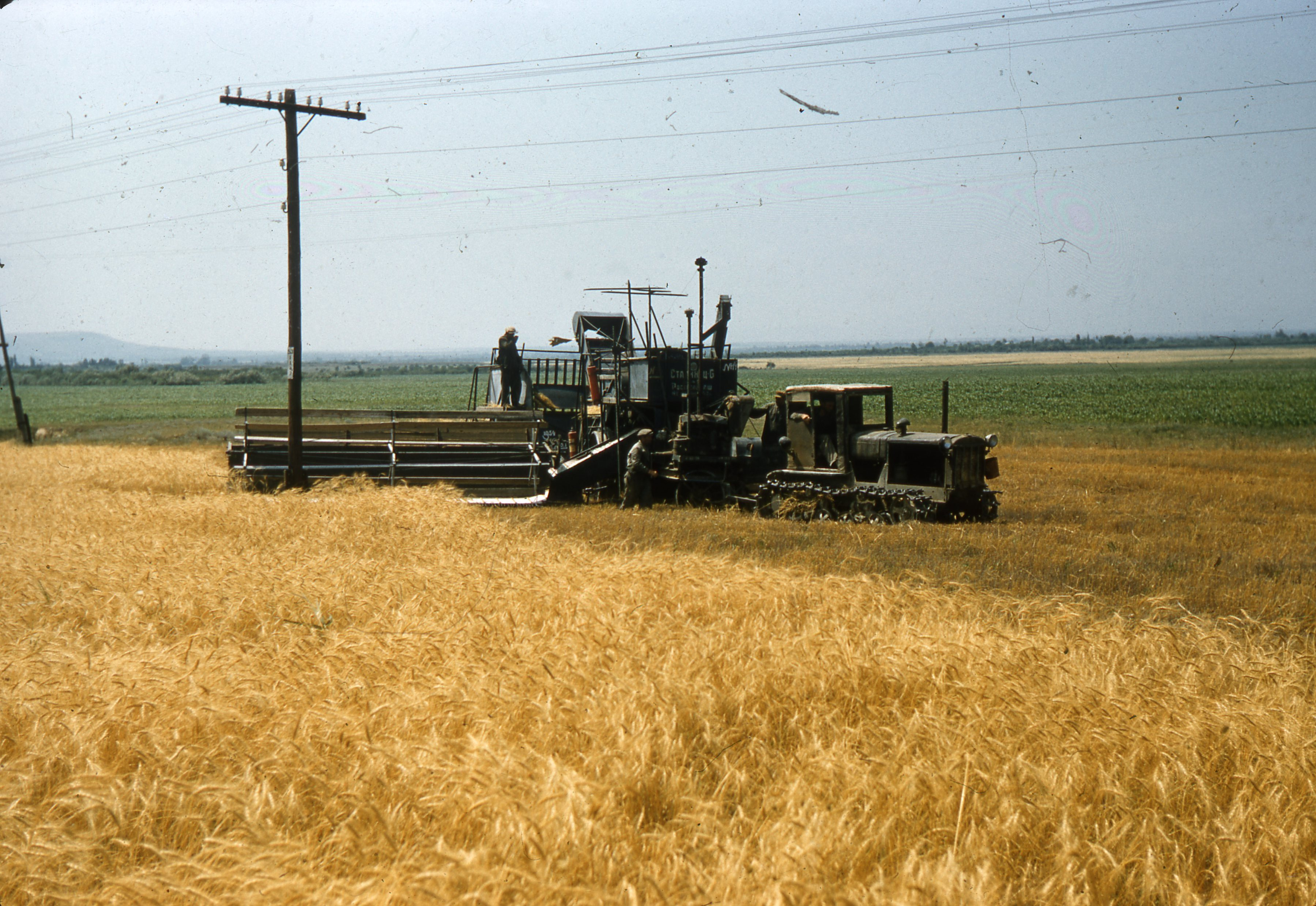
Боковая жатка прицепного комбайна Сталинец-6 с трактором СХТЗ-НАТИ

## Устройство

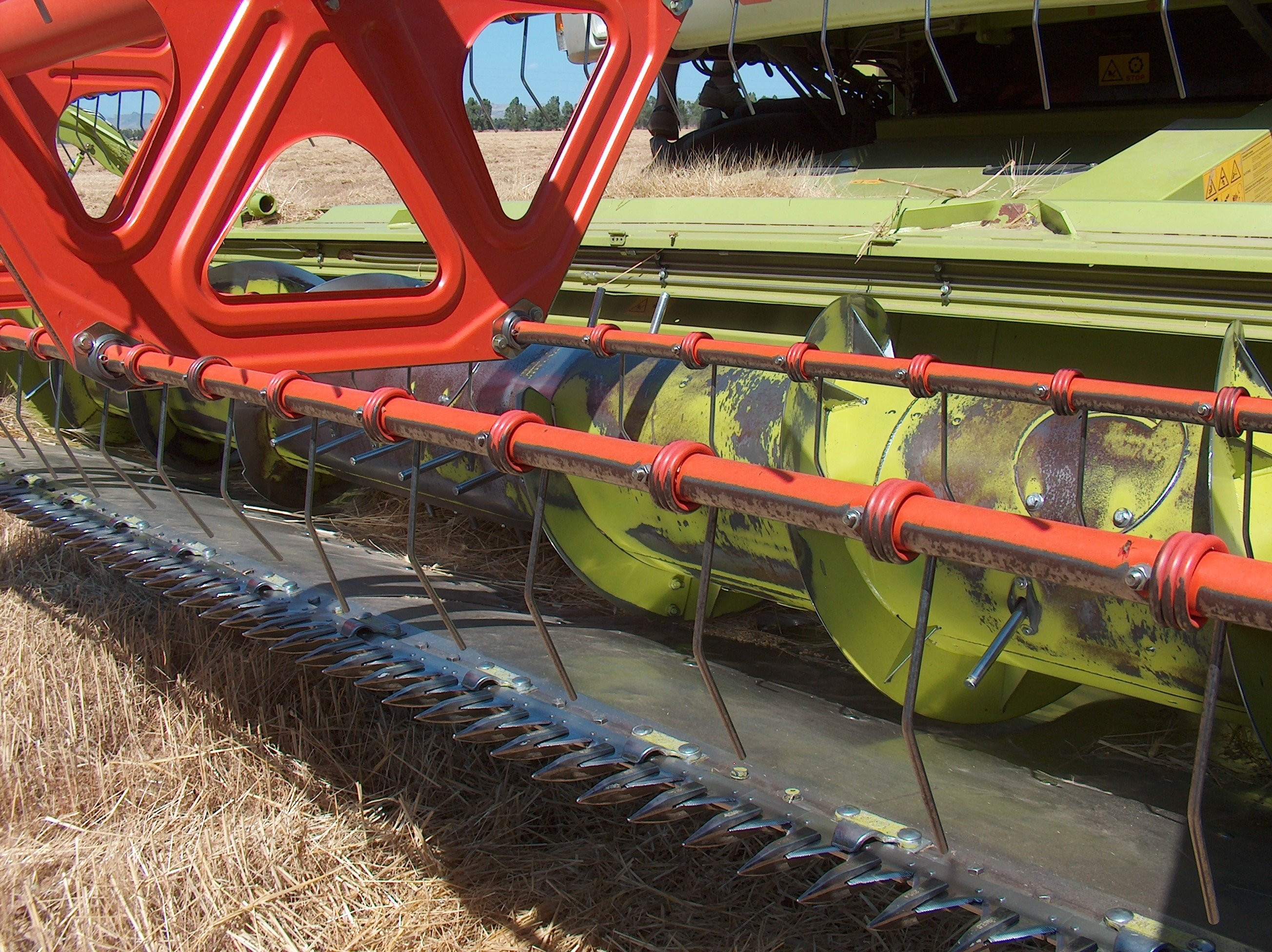
Жатка зерноуборочного комбайна крупным планом. Видны режущий аппарат по типу реечной косилки, мотовило, шнек

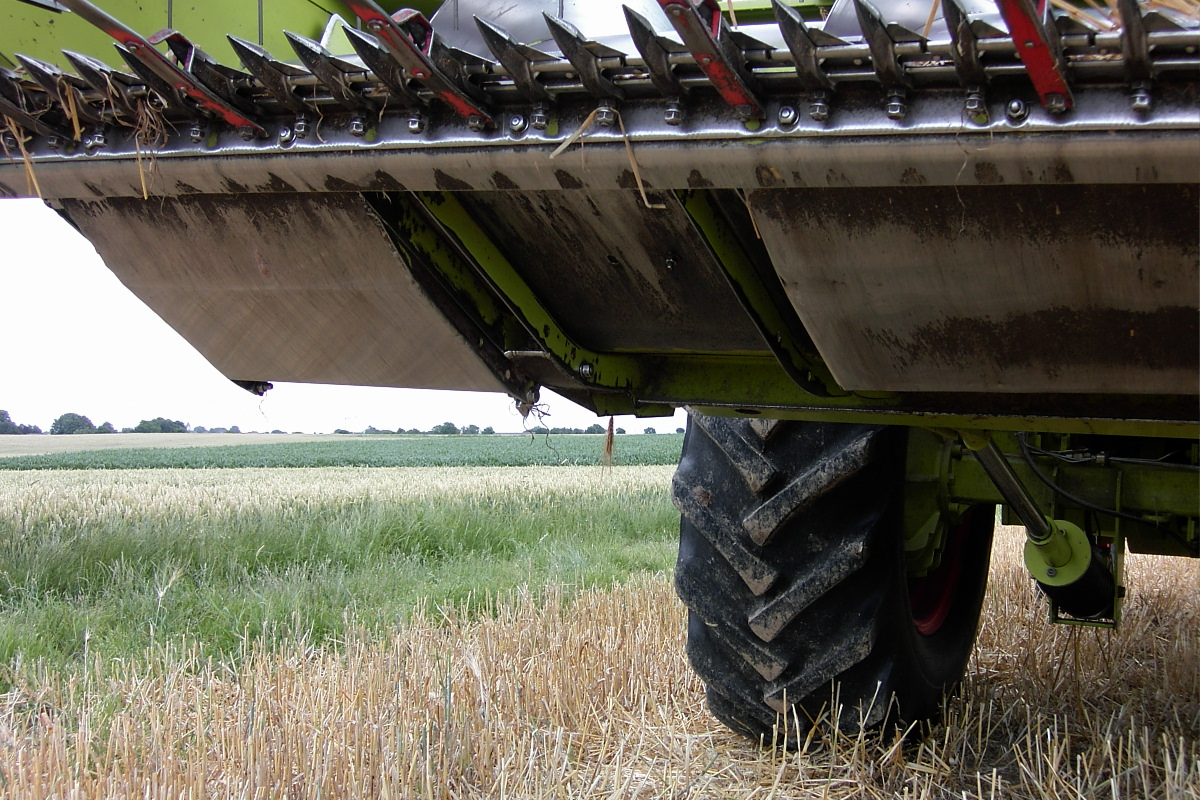
Нижняя сторона приподнятой жатки комбайна

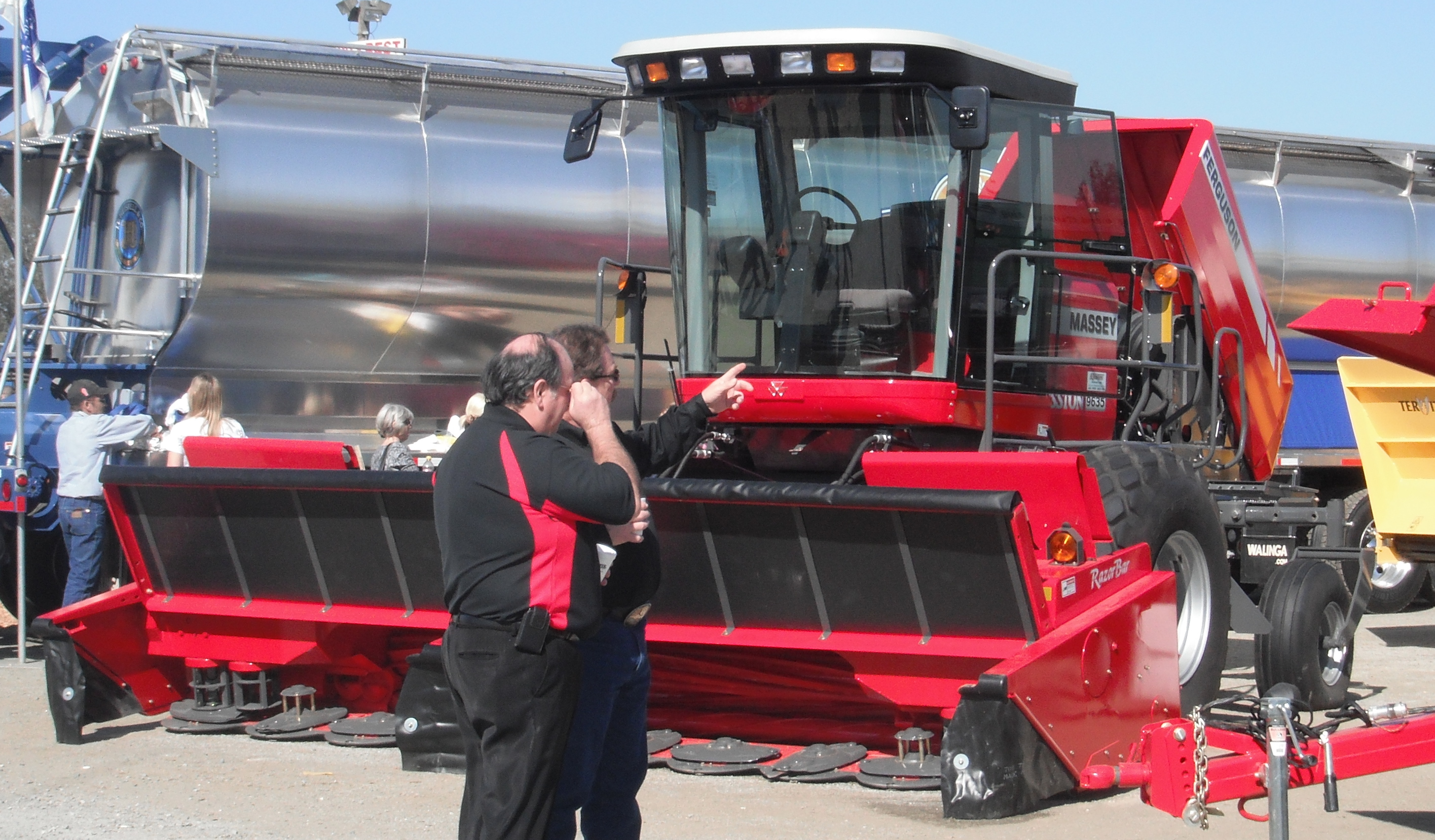
Жатка с режущим аппаратом дискового типа

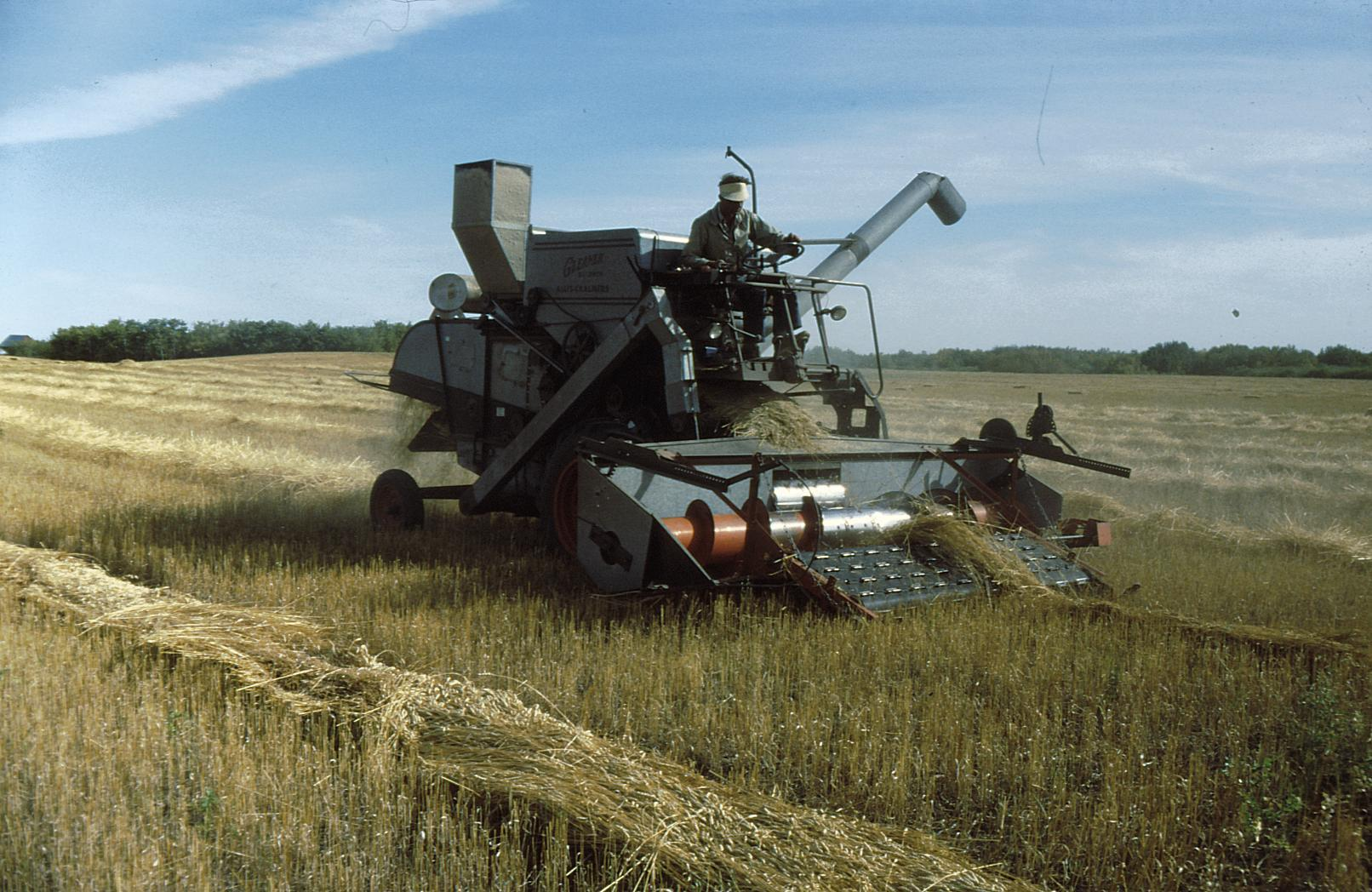
Подбор с валка при раздельном комбайнировании

Жатка, агрегатируемая с комбайном, может быть платформенной или шнековой. Платформенная жатка используется только для скашивания культур. Шнековая жатка может использоваться как для прямого комбайнирования, так и для раздельного способа уборки. При раздельном способе для скашивания убираемой культуры в валок на жатке задействованы режущий аппарат и мотовило и установлен ленточный транспортёр, а при подборе — установлен подборщик и задействованы шнек и наклонная камера (режущий аппарат и мотовило при этом не используются).
Режущий аппарат жатки срезает стебли по принципу ножниц. Неподвижные пальцы выполнены из стали или чугуна, на них установлены противорежущие пластины. Подвижный нож жатки набран из треугольных пластин-сегментов. Срезание происходит за счёт возвратно-поступательных движений ножа, при этом острые режущие кромки сегментов перерезают стебли.
Мотовило подводит стебли срезаемых растений к режущему аппарату и удерживает их во время срезания. Затем продвигает хлебную массу вглубь платформы. При уборке полёглых хлебов мотовило выдвигается вперёд и опускается ниже, за счёт чего пружинные пальцы мотовила приподнимают колосья и удерживают их вплоть до срезания.
Шнек и наклонный транспортёр транспортируют срезанную массу к комбайну.
При раздельном комбайнировании на жатку устанавливают ленточные транспортёры снабжённые деревянными планками, этот транспортёр перемещает срезанную массу к выбросному окну.

В основе принципа действия жатки лежит технологическая операция скашивания (срезания) стеблей растений. Это техническое решение является для жатки классическим, но не единственным. Существуют жатки, которые обмолачивают растения на корню без срезания стеблей, так называемые жатки очёсывающего типа.

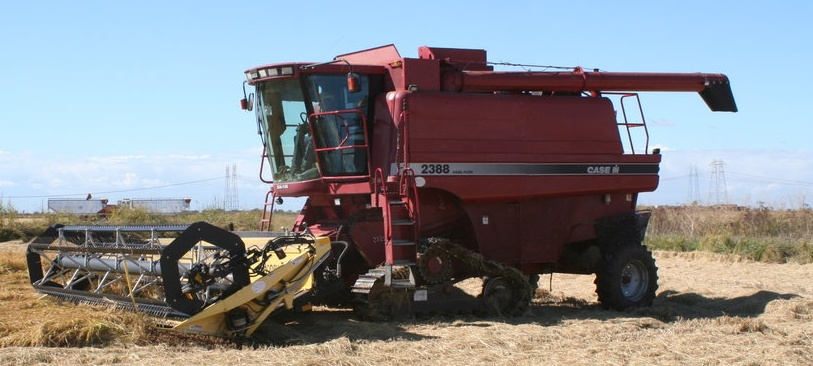
Жатка, агрегатированная с комбайном Case IH
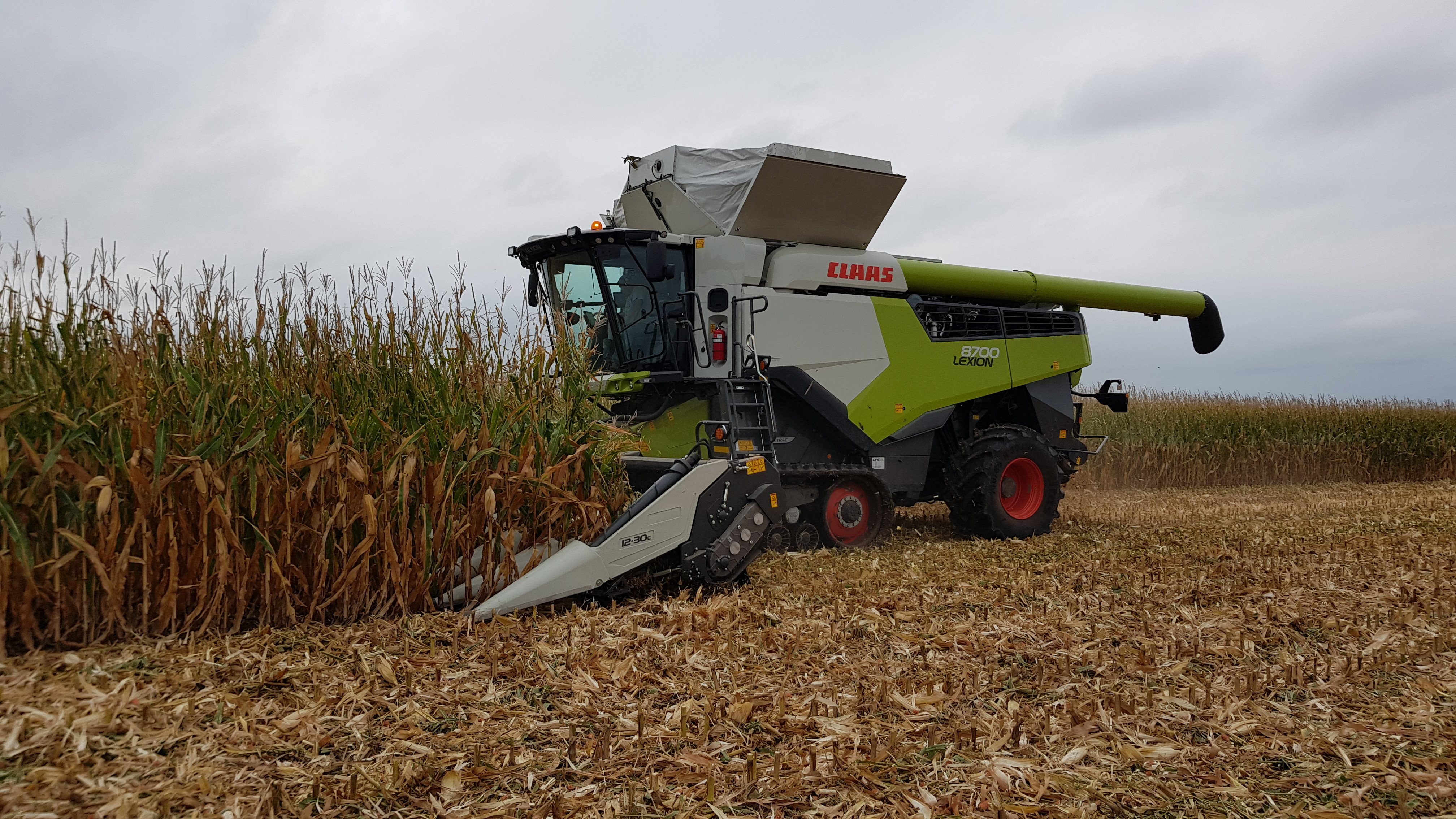
Жатка, кукурузоуборочного комбайна без мотовила
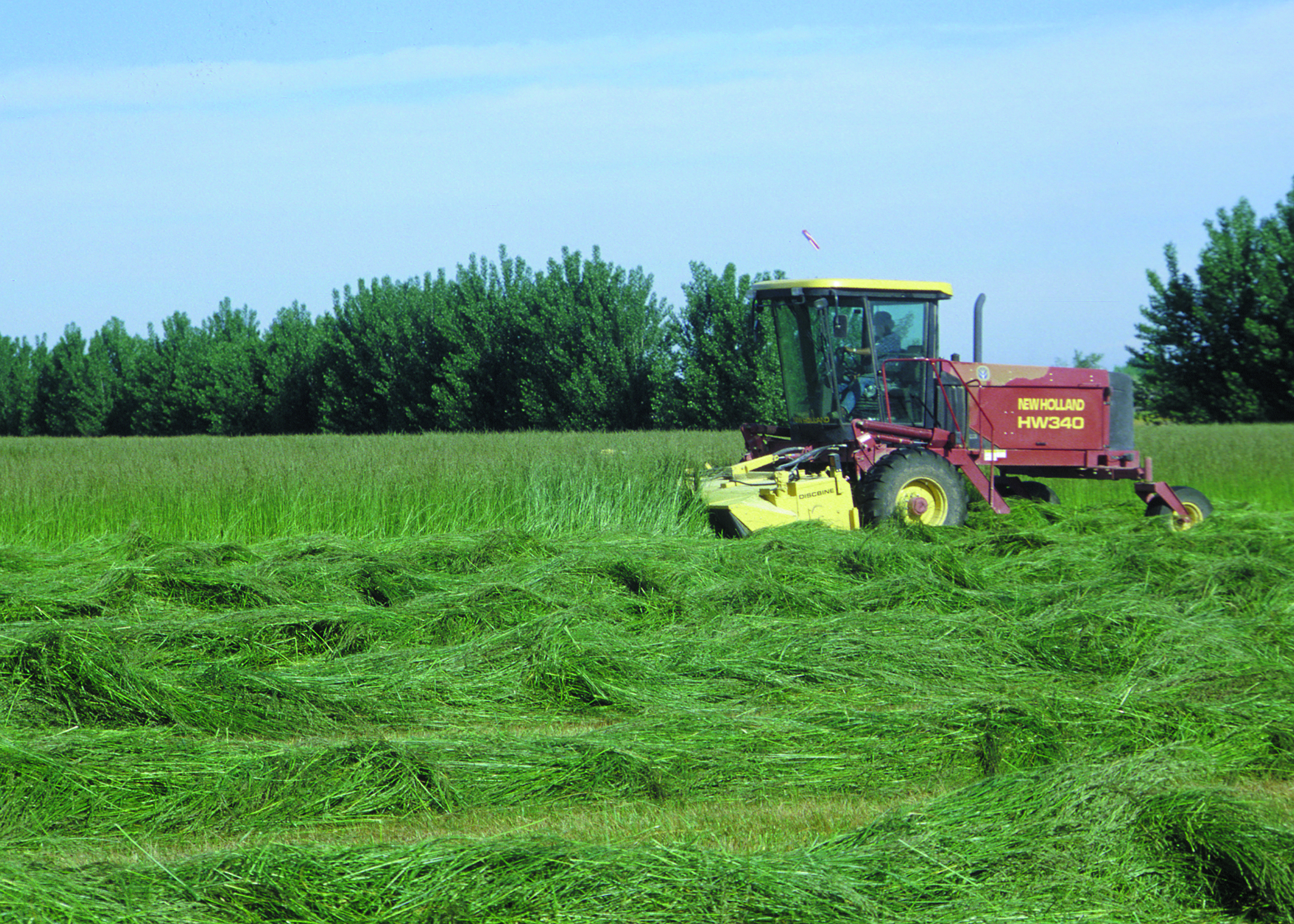
Валкование жаткой скашиваемой травы
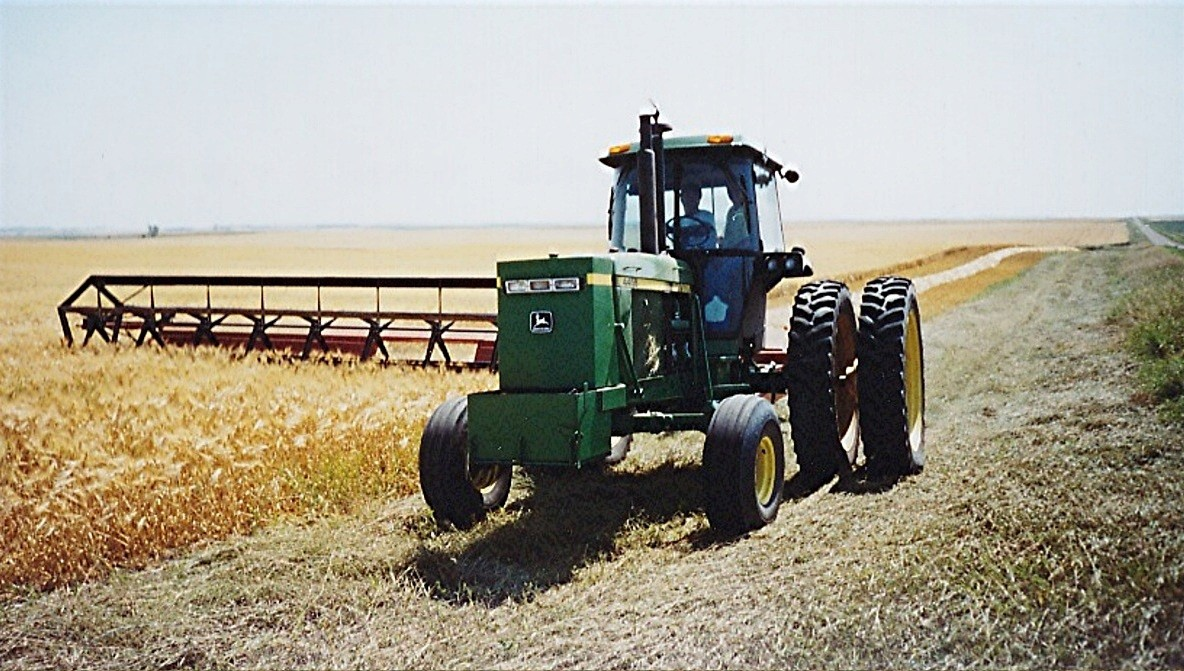
Прицепная жатка с трактором, валкование зерновых
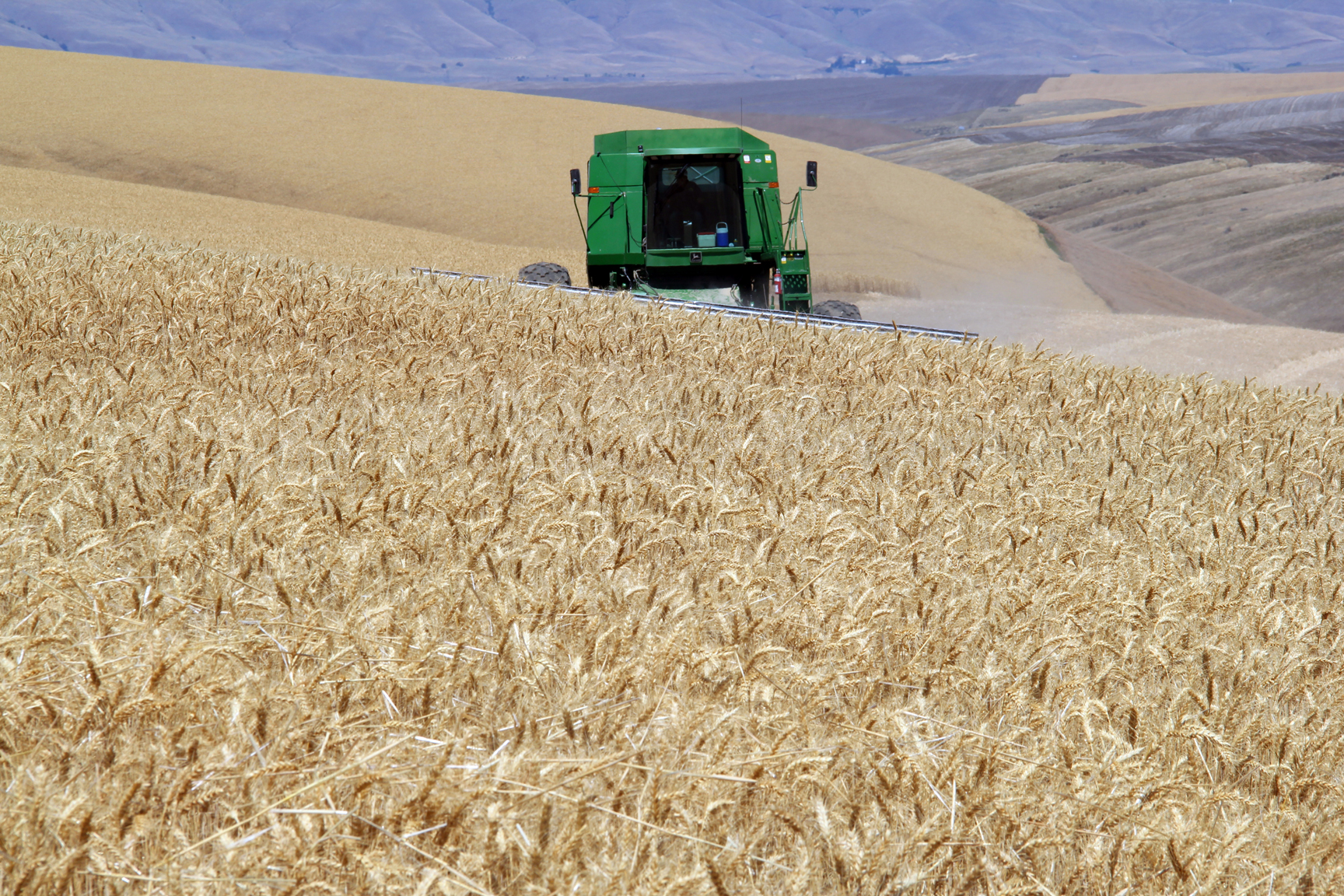
Изменение наклона жатки при уборке на косогорах
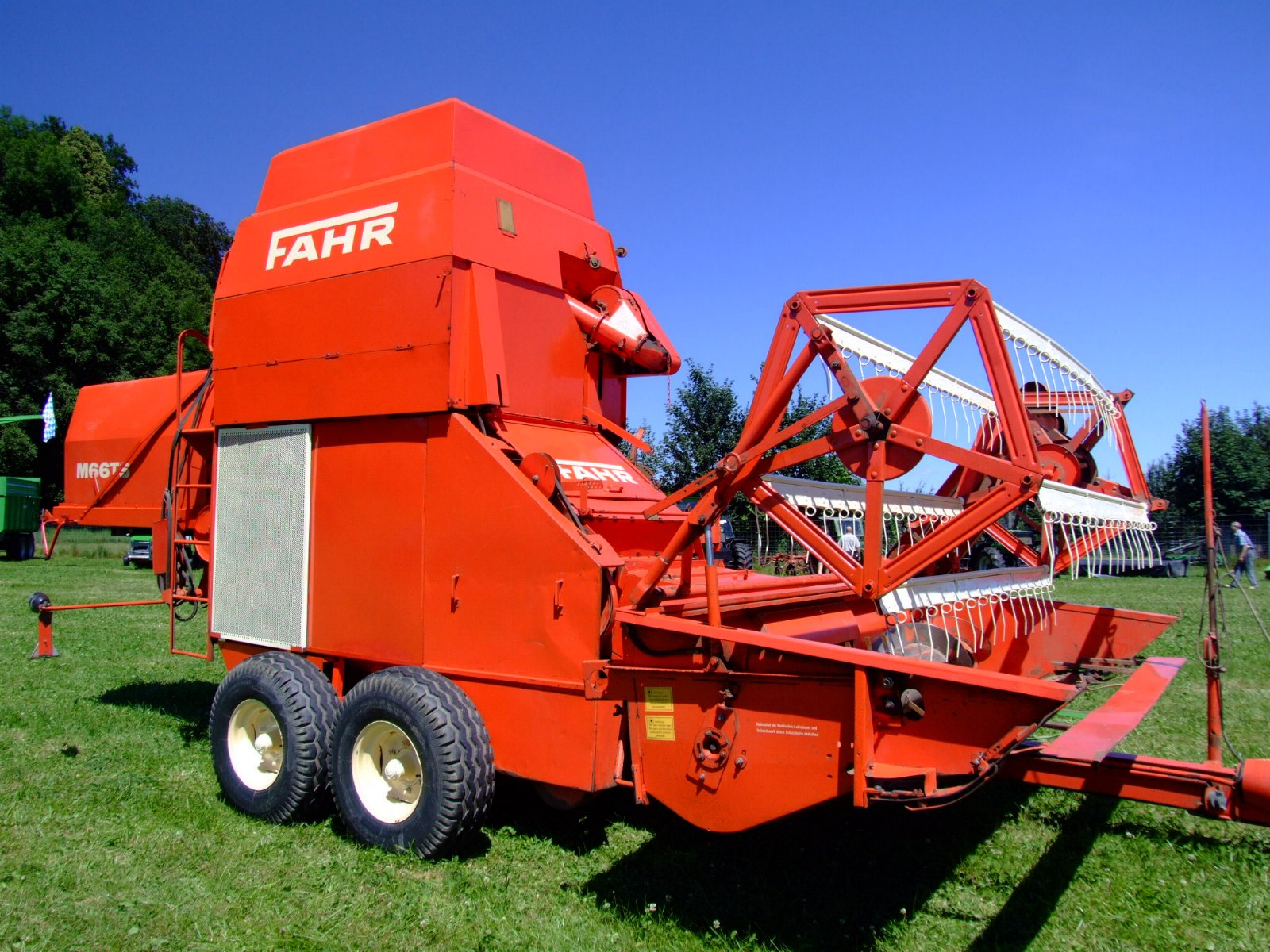
Фронтальная жатка прицепного комбайна